# Kostel svaté Máří Magdalény (Pusté Žibřidovice)
Kostel svaté Máří Magdalény v Pustých Žibřidovicích je cennou stavbou z roku 1735. V roce 1958 byl zapsán na seznam kulturních památek spolu s litinovým křížem, sousoším Piety z 1. poloviny 19. století a ohradní zdí se vstupní branou.

## Historie
První informace o kostele a faře v Pustých Žibřidovicích jsou z poloviny 16. století. Ještě roku 1617 se fara připomíná jako protestantská (většina obyvatel byli luteráni), avšak před rokem 1630 zanikla. Od tohoto data byly Pusté Žibřidovice spravovány římskokatolickou farností Kopřivná.
V roce 1735 byl dokončen nový kostel zasvěcený sv. Máří Magdaléně, který nechal vystavět tehdejší majitel losinského panství Jan Ludvík ze Žerotína. Krátce po dokončení byla přistavěna předsíň.
Kostel byl opravován v 60. a 70. letech 20. století.

## Popis stavby

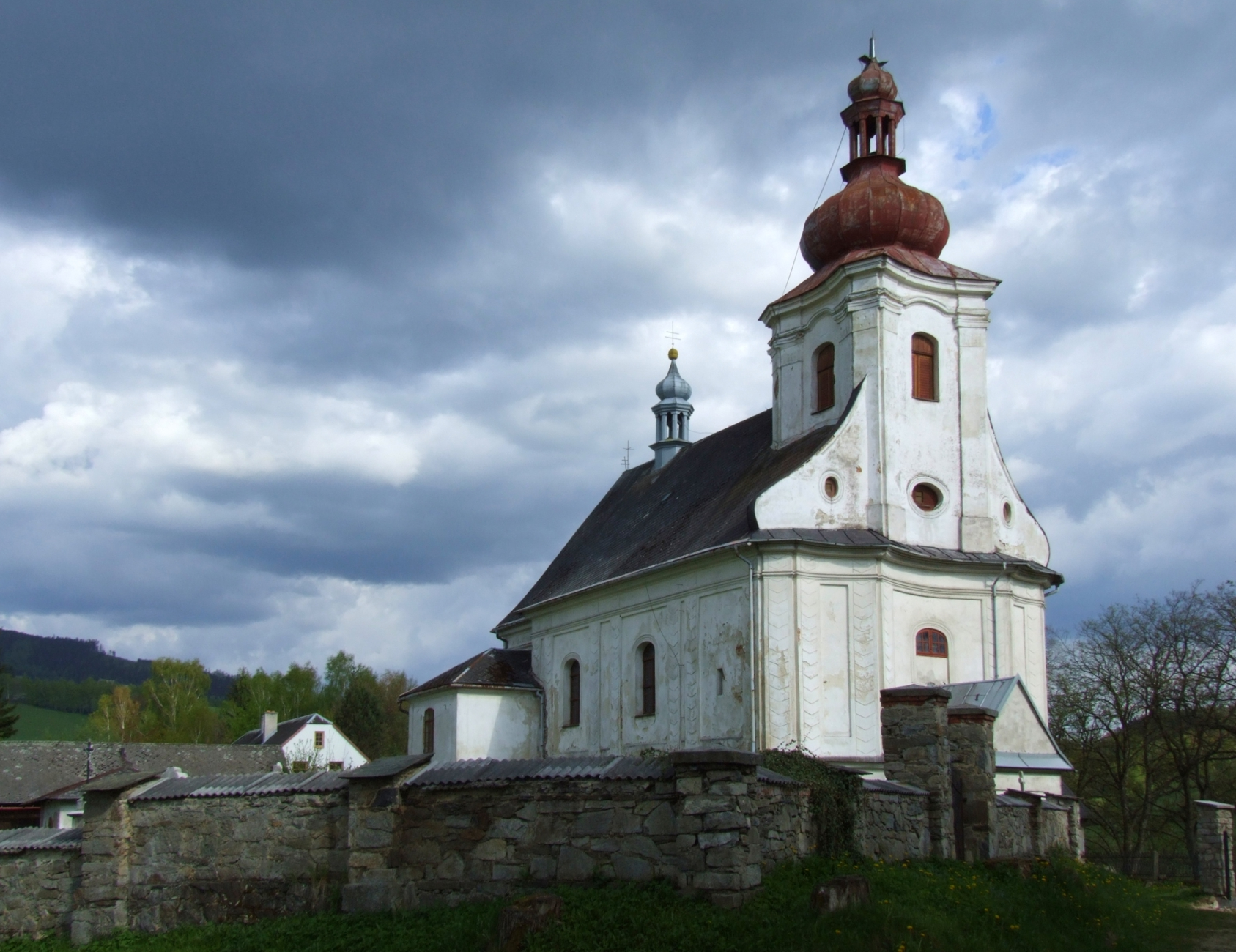
Kostel před opravou věže zvonice

### Exteriér
Areál kostela se hřbitovem, obklopený kamennou zdí se vstupní branou, má krásnou polohu na návrší na kraji obce. V jeho blízkosti se nachází památník obětem 1. světové války a sloup se sousoším Piety z 1. poloviny 19. století.
Orientovaný jednolodní sálový kostel s odsazeným trojbokým kněžištěm, ke kterému od severu přiléhá čtyřboká sakristie s oratoří v patře. Vpředu (na západě) je loď zakončená vstupním útvarem, nad nímž se zvedá hranolovitá zvonice. Střecha je sedlová, krytá břidlicí, na ní sanktusník. K severní zdi lodi je připevněn dvojramenný litinový kříž, památka technické práce dokládající výrobu umělecké litiny.
Západní průčelí i zvonice jsou konkávně projmuty, ke zvonici přiléhají volutovitá křídla, spojující ji s obvodovou zdí. Bohatě členěná fasáda kostela je dvoupatrová, rozdělená kordonovou římsou - dolní hladkou plochu dělí mělké vpadlé výplně, horní hluboké výplně oddělují zdvojené lizény, ozdobené pásy rybinových vrypů. Lizény nesou průběžné římsové kladí. Zvonice má na nárožích pilastry s římsovými hlavicemi. Ve vpadlých výplních jsou okna se segmentovým záklenkem, ve zvonici navíc oválná okna.

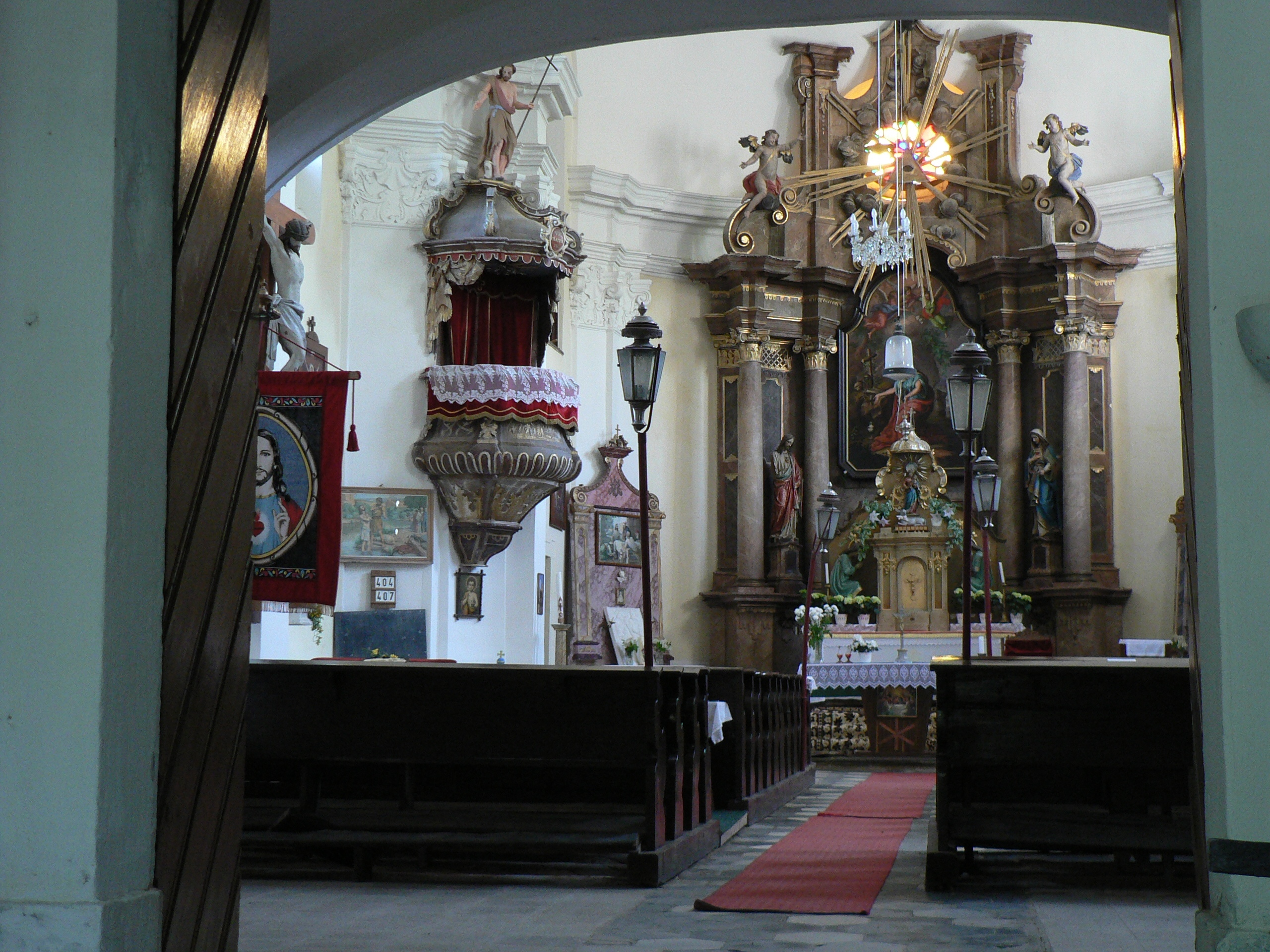
Interiér kostela

### Interiér
Kněžiště a loď jsou zaklenuty plackami, sakristie a předsíň valenou klenbou s výsečemi. Klenební patky dosedají na pilastry, v lodi na přízední pilíře obklopené pilastry s kompozitními hlavicemi. Vstupní útvar vyplňuje hudební kruchta. Zařízení je jednotné, z počátku 19. století, barokních tvarů. V hlavním oltáři je obraz sv. Máří Magdalény (po 1777), údajně přemalovaný originál Ignáce Raaba.